# Бруно фон Финстинген
Бруно фон Финстинген/Брунико фон Малберг (на немски: Bruno von Vinstingen; Brunico von Malberg; * пр. 1238; † 1270) е господар на Малберг в Айфел и Финстинген в регион Лотарингия.

## Произход
Той е вторият син на Мербодо II фон Малберг († сл. 1225) и съпругата му Ита фон Мандершайд († 1237), дъщеря на Хайнрих фон Керпен, господар на Унтер-Мандершайд († сл. 1201), и Гертруд († сл. 1201). Брат е на Куно фон Малберг „Велики“, господар на Финстинген (* пр. 1238; † 1262), Хайнрих II фон Финстинген (* пр. 1245; † 26 април 1286), архиепископ на Трир (1260 – 1286), Хайлика фон Малберг (* пр. 1252; † пр. 1259), омъжена за Валтер I фон Геролдсек (* пр. 1224; † 28 септември 1275/1277), и на Агнес фон Малберг, омъжена за Конрад фон Ристе-Пиерепонт.

## Фамилия
Първи брак: с жена с неизвестно име. Те имат пет деца:
- Куно фон Финстинген (* пр. 1270; † сл. 1270/1271), господар на Фалкенберг
- Хуго I фон Финстинген († сл. 1304), господар на Димеринген, рицар, женен за Катарина фон Цвайбрюкен († сл. 1275), дъщеря на граф Хайнрих II фон Цвайбрюкен († 1282) и Агнес фон Еберщайн († 1284)
- Хайнрих фон Малберг
- Сузана фон Малберг/Финстинген († сл. 1299, незаконна), омъжена за Буркард VI фон Геролдсек († сл. 1322)
- Валрам фон Малберг

Втори брак: с Кунигунда фон Лютцелщайн († сл. 1270), дъщеря на граф Хуго II фон Люневил-Лютцелщайн († сл. 1244/1246) и Юдит от Лотарингия-Жербевилер († сл. 1246).

## Галерия
- Замък Малберг, 1635
- Дворец Малберг (2012)
- Дворец Финстинген